# Henryk Szukalski
Henryk Paweł Szukalski (ur. 30 czerwca 1920 w Pieleszewie, zm. 21 lipca 2001 w Gorzowie Wielkopolskim) – polski naukowiec, profesor zwyczajny doktor habilitowany nauk rolniczych, specjalność chemia rolna (mikroelementy).

## Życiorys
Pochodził z polskiej rodziny ziemiańskiej osiadłej na Kaszubach. Syn Ignacego Szukalskiego, dzierżawcy domeny państwowej oraz wójta przedwojennej Gminy Nadmorskiej, i Wandy Szukalskiej z d. Lewińskiej herbu Brochwicz III. Był absolwentem Gimnazjum i Liceum im. Króla Jana III Sobieskiego w Wejherowie, gdzie w 1939 roku uzyskał świadectwo maturalne. Podczas okupacji niemieckiej w okresie II wojny światowej wraz z rodziną został wysiedlony do Prus Wschodnich i zatrudniony do pracy przymusowej na rzecz Rzeszy Niemieckiej. Jego ojca osadzono w obozie koncentracyjnym w Sachsenhausen – Oranienburg, a następnie w Dachau.
W latach 1946–1950 studiował w Szkole Głównej Gospodarstwa Wiejskiego w Warszawie, gdzie otrzymał dyplom inżyniera rolnictwa i rok później magistra na Uniwersytecie Poznańskim. Doktoryzował się w 1960 roku w Instytucie Uprawy Nawożenia i Gleboznawstwa w Puławach, a habilitował w 1969 roku w Wyższej Szkole Rolniczej w Poznaniu rozprawą „Wpływ nawożenia mikroelementami na wartość siewną nasion”. W 1976 roku Rada Państwa nadała mu tytuł profesora nadzwyczajnego, a w 1984 profesora zwyczajnego. Pracę naukowo - badawczą kontynuował przez ponad 50 lat w Gorzowie Wlkp. – od 1950 roku w Państwowym Instytucie Naukowym Gospodarstwa Wiejskiego, potem w Instytucie Uprawy Nawożenia i Gleboznawstwa, a następnie w Instytucie Hodowli i Aklimatyzacji Roślin. W latach 1957–1976 kierował Pracownią Żywienia Roślin w Instytucie Uprawy Nawożenia i Gleboznawstwa, a od 1977 do 1991 roku Zakładem Ekologii w Instytucie Hodowli i Aklimatyzacji Roślin. Po przejściu na emeryturę współpracował z Komitetem Badań Naukowych Polskiej Akademii Nauk w Warszawie i Akademią Rolniczą w Poznaniu.
Był członkiem Rady Naukowej Instytutu Hodowli i Aklimatyzacji Roślin oraz komisji rad naukowych instytutów i uczelni rolniczych. Zaangażowany w działalność Towarzystwa Naukowego Organizacji i Kierownictwa, Naczelnej Organizacji Technicznej i Gorzowskiego Towarzystwa Naukowego, gdzie pełnił funkcję przewodniczącego Komisji Nauk Przyrodniczych i Rolniczych. Współtwórca, prezes oraz członek Rady Głównej Europejskiego Towarzystwa Ekologicznego Oddziału w Gorzowie Wlkp.. Należał do Polskiego Towarzystwa Przyjaciół Nauk o Ziemi. Działał w Instytucie Badań i Ekspertyz Naukowych oraz w Radzie Naukowo – Społecznej Zespołu Parków Krajobrazowych w Województwie Lubuskim. W latach pięćdziesiątych zasiadał w Radzie Miasta Gorzowa Wlkp. Był popularyzatorem wiedzy rolniczej i ekologicznej w kraju oraz pionierem i animatorem życia naukowego w regionie.
Odbył staże naukowe i współpracował z europejskimi ośrodkami naukowymi takimi jak: Instytuty Żywienia Roślin w Jenie, Lipsku, Halle, Potsdamie, Münchenbergu, Uniwersytet w Bratysławie (koordynacja badań) oraz Uniwersytet w Warnie. W ramach współpracy z Food Agriculture Organization uczestniczył w badaniach na Uniwersytetach w Hanowerze, Getyndze i Kilonii. Współpracował również z firmą Kali u. Saltz w Kassel i Norddeutsche Pflanzenzucht w Hohenlieth.
Był ekspertem chemii rolnej w zakresie racjonalnego nawożenia mineralnego ze szczególnym uwzględnieniem mikroelementów. Jako jeden z prekursorów badań, nawożenia i dolistnego dokarmiania roślin mikroelementami kierował projektami badawczymi w skali kraju. Opracował formy, dawki i techniki stosowania mikroelementów w uprawie roślin. Koordynował opracowanie, uruchomienie oraz upowszechnienie produkcji płynnych nawozów z mikroelementami do dolistnego dokarmiania roślin – Zespołowa Nagroda Ministra Rolnictwa 1992. Był również koordynatorem wdrożenia metody łącznego stosowania środków ochrony roślin wraz z nawożeniem mikroelementami.
Autor i współautor 71 oryginalnych publikacji naukowych, 4 książek, 293 artykułów popularnonaukowych, ekspertyz, opinii, instrukcji, w tym 89 recenzji przewodów doktorskich, habilitacyjnych oraz dorobków naukowych przy powoływaniu na profesorów. Jego publikacje naukowe można znaleźć w bibliotekach na całym świecie. Był promotorem trzech przewodów doktorskich. Jest autorem patentu – Świadectwo Autorskie „Sposób otrzymywania nawozu mikroelementowego z magnezem”, Urząd Patentowy RP nr 154936. Za całokształt działalności naukowo-badawczej i popularyzatorskiej został odznaczony Krzyżem Kawalerskim Orderu Odrodzenia Polski oraz wieloma innymi odznaczeniami i nagrodami państwowymi, resortowymi i regionalnymi.
Jego mentorami byli Marian Górski (SGGW w Warszawie) i Zbyszko Tuchołka (AR w Poznaniu).
Interesował się sportem, turystyką i literaturą klasyczną. Rekreacyjnie uprawiał pływanie, kajakarstwo, łyżwiarstwo, jazdę konną, jazdę na rowerze oraz tenis stołowy i ziemny. W działalności naukowej i w życiu prywatnym kierował się zasadami: „Per aspera ad astra” i „Audiatur et altera pars”.
Jego żoną była Maria Szukalska z d. Kwiecińska (1922 – 1995). Był ojcem dwóch córek: Wandy i Doroty.
Spoczywa na Cmentarzu Komunalnym w Gorzowie Wlkp. (kwatera 09B/1/10/).

## Odznaczenia i nagrody
- Krzyż Kawalerski Orderu Odrodzenia Polski (1979)
- Srebrny Krzyż Zasługi (1969)
- Medal 40-lecia Polski Ludowej (1984)
- Odznaka „Zasłużony Pracownik Rolnictwa” (1973)
- Odznaka 1000-lecia Państwa Polskiego (1966)
- Nagroda Naczelnej Organizacji Technicznej (1980)
- Srebrna Odznaka Honorowa Towarzystwa Naukowego Organizacji i Kierownictwa (1981)
- Złota Odznaka Honorowa Towarzystwa Naukowego Organizacji i Kierownictwa (1986)
- Złota Odznaka Honorowa za zasługi dla województwa gorzowskiego (1978)
- Złota Odznaka Honorowa Miasta Gorzowa Wlkp. (1978)
- Nagroda Gorzowska (1978, 1987, 1989)
- Odznaka Honorowa za szczególne zasługi w rozwoju społeczno-gospodarczym i kulturalnym miasta Gorzowa Wielkopolskiego (1979)
- Wyróżnienie Gazety Lubuskiej dla Ludzi Mądrych, Ofiarnych i Nieprzeciętnych (1986)
- Zespołowa Nagroda Ministra Rolnictwa za opracowanie, uruchomienie i upowszechnianie płynnych nawozów z mikroelementami (1992)